# Henribautia hubbardi
Henribautia hubbardi är en insektsart som först beskrevs av Mcatee 1924.  Henribautia hubbardi ingår i släktet Henribautia och familjen dvärgstritar.
Artens utbredningsområde är Arizona. Inga underarter finns listade i Catalogue of Life.